# Bain de lune
Bain de lune est un roman de la femme de lettres haïtienne Yanick Lahens paru le 11 septembre 2014 aux éditions Sabine Wespieser. Il a reçu le 3 novembre 2014 le prix Femina.

## Éditions
- Éditions Sabine Wespieser, 2014,  (ISBN 978-2848051178)